# Илурат
Илурат (греч. Ιλούρατον) — античный город-крепость в Крымской части Боспорского царства, который был расположен в 16 км на запад-юго-запад от города Пантикапей (от его развалин на горе Митридат) и в 10 км на запад от Керченского пролива (на восточной окраине современного села Ивановка Ленинского района Крыма, 45,28 градуса северной широты, 36,29 градуса восточной долготы).
Впервые упоминается Клавдием Птолемеем.

## Оборона система
Построенное на высоком плато, ограниченном с двух сторон крутыми склонами. Площадь — 2,5 га. Город основан в середине 1 в. н. э. как военный пункт. Разница в уровнях северо-восточной и юго-западной части составляет 15 метров, поэтому при его застройке использовали террасную систему. Территория Илурата была застроена по единому плану, обнесена по периметру стеной и башнями. Ворота находились посередине юго-западной и юго-западной части стен. Длина юго-восточной стены достигала 200 м, а юго-западной — 100 м. Самыми толстыми были стены со стороны плато, их толщина достигала 2,5 метра. После сооружения двойной оборонной стены толщина стен достигала 6,40 м. Первая стена была сложена из широких плит ракушечника на глине, с внутренней стороны она была из бутового камня.

## План
Основу плана составили две главные широкие улицы, которые пересекались под прямым углом, и несколько второстепенных улиц. Археологи выделяют пять разновидностей жилых зданий в зависимости от расположения помещений вокруг мощеного плитами двора. Значительную часть каждого здания составляло большое помещение с различными хозяйственными сооружениями. В городище открыто также несколько алтарей и святилищ. Население Илурата занималось сельским хозяйством и различными ремеслами. Город погиб в 70-е годы III столетия вследствие нашествия готов.
Первое описание городища сделал Павел Дюбрюкс. Раскопки велись Виктором Гайдукевичем, М. М. Кублановым, В. А. Хршановским, И. Г. Шургая, В. А. Горончаровским.